# Jeffrey Nachmanoff
Jeffrey Nachmanoff est un monteur, réalisateur et un scénariste américain.

## Filmographie

### comme monteur
- 1996 : Lost Moon: The Triumph of Apollo 13 (vidéo)
- 1997 : The Road of Excess (vidéo)
- 2001 : Chaos Rising: The Storm Around 'Natural Born Killers' (vidéo)

### comme réalisateur
- 1993 : The Big Gig (court métrage)
- 2001 : Hollywood Palms
- 2008 : Trahison
- 2011 : Homeland (série TV)
- 2018 : Replicas

### comme scénariste
- 1993 : The Big Gig (court métrage)
- 2004 : Le Jour d'après (The Day After Tomorrow)
- 2008 : Trahison
- 2013 : Le Dernier Rempart

## Distinctions
- Prix du public lors du Festival international du film d'Hamptons en 1993 pour The Big Gig.